# Коноваленко Дмитро Миколайович
Дмитро Миколайович Коноваленко (7 травня 1970 , Севастополь  — 1 лютого 2007 , Пущино, Московська область ) — російський соціолог, політичний консультант, аналітик і публіцист, гравець «Що? Де? Коли?».

## Біографія
У школі неодноразово брав участь у математичних олімпіадах. За його словами, обмежувався потраплянням у призові місця на рівні республіки.
Закінчивши 10 класів, вступив на механіко-математичний факультет МДУ, який закінчив у 1992 році після 5-річного навчання. Рік навчався в аспірантурі.
З 1993 року працював у приватній соціологічній компанії «ЦИРКОН», займаючись прикладною соціологією. З 1995 по 1999 рік займався маркетингом та бізнес-аналітикою на фондовому ринку в «НІКойлі». Статті його авторства публікувалися в журналах «Фінансист», «Радник» та «Середовище», одна стаття також увійшла до збірки «ЗМІ та політика в Росії». Працював радником із стратегічного розвитку ВАТ «Компанія реєстратор „Панорама“».
Останні кілька років керував департаментом внутрішньої політики у Фонді ефективної політики.
Вів авторську колонку у газеті «Погляд» з 2006 року.
Наприкінці 2006 року на супутниковому каналі «Вести-24» з'явилася авторська програма Дмитра Коноваленка, присвячена національним проектам.
Характеризував себе як «реакціонер-державник».
Захоплювався грою у преферанс. Здійснив стрибок з парашутом.

## Що? Де? Коли?
У телепередачу «Що? Де? Коли?» Дмитро Коноваленко потрапив завдяки експерименту Володимира Ворошилова, який вирішив посадити за стіл команду, складену переважно з новачків — тих, хто не мав досвіду гри, молодих, але тих, хто встиг реалізувати себе.
Оголошення про набір команди Дмитро прочитав у газеті в літаку, коли летів у відрядження.
Вперше у телеклубі «Що? Де? Коли?» зіграв у команді новачків В'ячеслава Ширяєва 20 грудня 1997 року. Найбільше ігор провів у команді Алєся Мухіна — 5 ігор з грудня 2001 по червень 2002 року.
8 червня 2002 року у фіналі літньої серії Коноваленко отримав Кришталеву сову.
В осінній серії 2002 року був капітаном власної команди.
За оцінкою самого Коноваленка, гра навчила його і багатьох знавців приймати рішення в дуже обмежений час, і було зовсім неважливо, наскільки потім це рішення виявиться вірним. Він стверджував, що так званий «щодеколишний ум» (за його словами, швидкий, нехай і не завжди правильний) ідеально підходив для російського бізнесу.
17 травня 2003 року команда Олександра Бялка з Дмитром Коноваленком у складі вперше в історії телепередачі виграла у телеглядачів з рахунком 6:0. 10 жовтня 2003 року зіграв у складі команди Максима Поташова, запрошеної в ранзі переможця II чемпіонату світу з «Що? Де? Коли?». У наступній грі — 28 травня 2004 року в команді Поташова — Коноваленко був визнаний найкращим гравцем, проте після цього не сідав за ігровий стіл.
Загалом Дмитро Коноваленко взяв участь у 18 іграх, у 10 з яких перемогу здобули знавці.
1999 року московська команда «Афіна» запропонувала Дмитру зіграти за неї в одному з турнірів спортивного «Що? Де? Коли?», після чого він став гравцем основного складу цієї команди. Разом із «Афіною» Коноваленко посідав призові місця у численних турнірах.
2005 року дебютував у телевізійній «Своїй грі». Зіграв 5 ігор, здобув 2 перемоги. Учасник шоу «Російська рулетка» у 2003 році (виграв 32 тисячі рублів, у фіналі залишив гру після першої ж невірної відповіді на питання вартістю 50 тисяч рублів).
На думку іншого відомого члена клубу ЩДК, Георгія Жаркова, Коноваленко при своїх перемогах у телевізійному та спортивному ЩДК віддавав перевагу «реальності, красі та спортивному азарту», а не шоу і «показусі».

## Смерть та пам'ять
Помер у віці 36 років у ніч з 1 на 2 лютого 2007 року від зупинки серця. Похований на Новому цвинтарі в Пущино.
Був одружений. Залишилося четверо дітей: троє синів і дочка (старшому синові було 11 років на момент смерті батька, дочки — один рік).
На згадку про Дмитра з 2008 року щорічно наприкінці січня — на початку лютого команда «Афіна» проводить у Москві турнір з «Що? Де? Коли?» — Меморіал Дмитра Коноваленка.